# Burbecke (Lennestadt)
Burbecke ist ein Ortsteil von Lennestadt im nordrhein-westfälischen Kreis Olpe.
Das Dorf ist bis heute bäuerlich geprägt. Der besondere Reiz von Ortschaft und Landschaft dient vielen Besuchern zur Erholung.

## Geographische Lage
Burbecke liegt nordwestlich der Saalhauser Berge im Naturpark Sauerland-Rothaargebirge. Das Dorf befindet sich etwa 2 km südöstlich des Lennestädter Ortsteils Oberelspe im von Wald gesäumten Tal der Burbecke, einem südöstlichen Zufluss des Elspebachs. Es ist durch den nordwestlich gelegenen Limberg (495,4 m ü. NN) von der alten Heidenstraße und durch den südöstlich befindlichen Jürgensberg (619,2 m ü. NN) vom einstigen Kriegerweg getrennt und liegt etwa auf 355 bis 380 m ü. NN.

## Geschichte

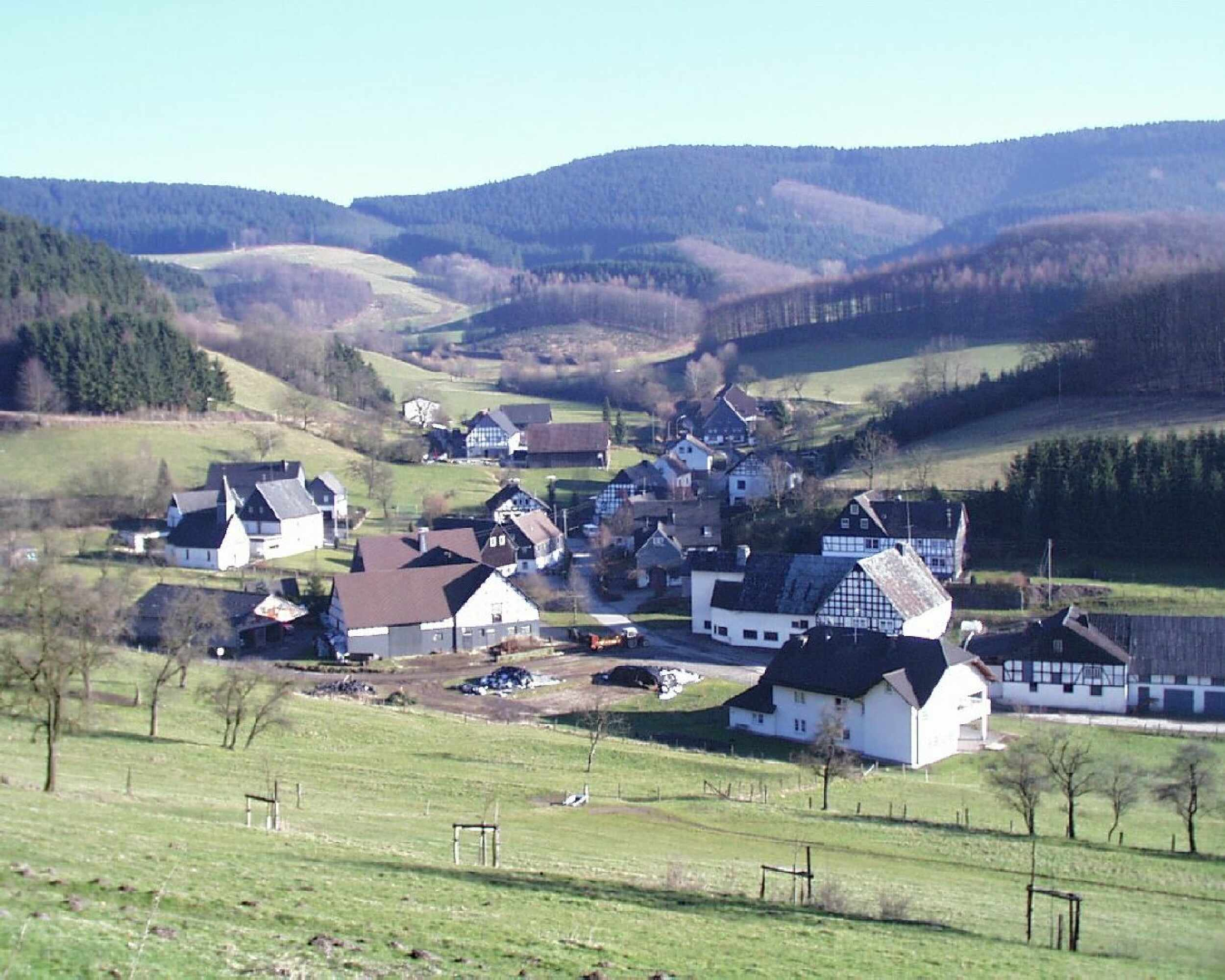
Burbecke Oberdorf

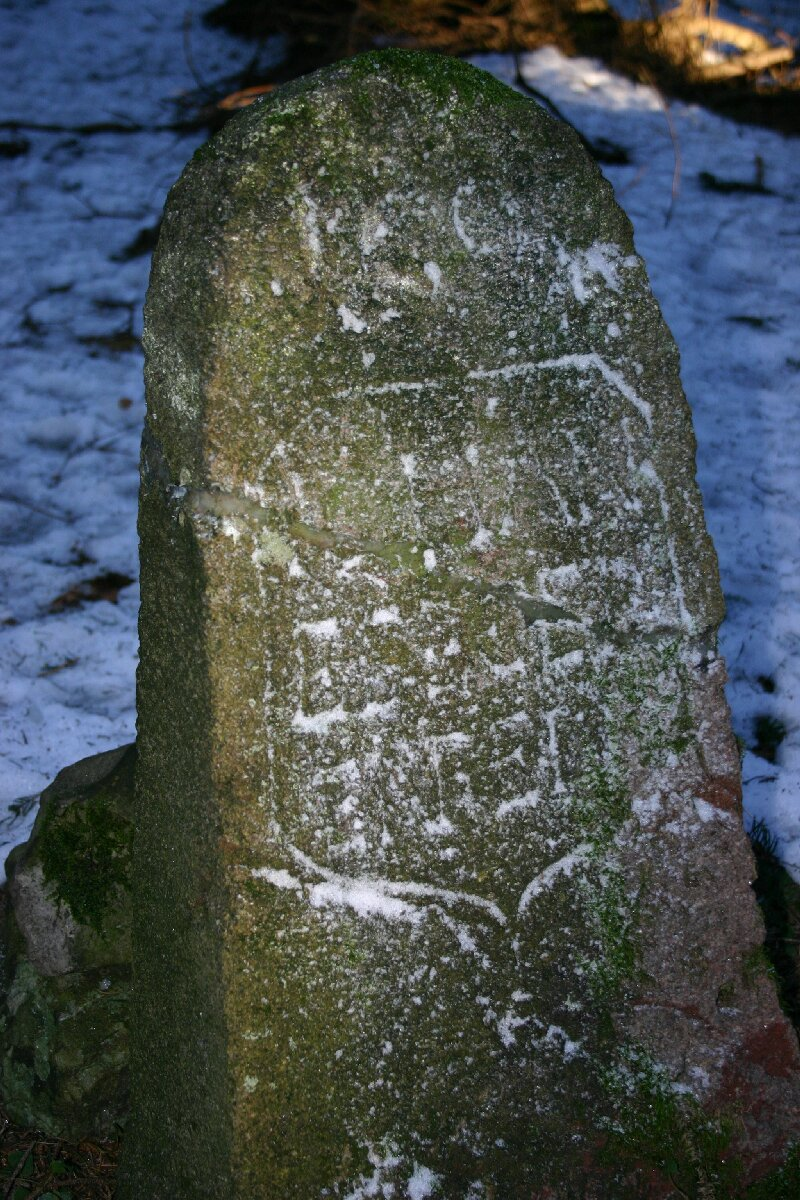
Grenzstein der Gerichte Bilstein und Fredeburg

Burbecke wird zum ersten Mal in einem 1279 angelegten Elsper Zehntlösenverzeichnis erwähnt. Ein weiterer früher Nachweis der Existenz des Ortes stammt aus dem Jahr 1398, wonach Henneke Schade vam Grevensteyne von Arnd van Osterendorp Eigenhörige in Salwei, Sieperting, Eslohe, Isingheim, Burbecke und Fretter kaufte, die diesem aus der Erbschaft seines Ohms Walraf Rump zugefallen waren. (Hinweis: bei den Eigenhörigen dürfte es sich um von einem Grundherren abhängige Kleinbauern gehandelt haben). Vermutlich erfolgte die Besiedlung des Ortes aber wesentlich früher um die Jahrtausendwende im Rahmen großer Rodungen in der karolingisch – ottonischen Zeit, die allem Anschein nach durch den Königshof Elspe gelenkt wurden.
Der Ortsname enthält die Elemente „-beke“  (Hinweis auf ein Gewässer) und „-bur“ (Wohnsitz, Haus). Hieraus kann die Deutung für Burbecke abgeleitet werden „Bach an einem Haus, Siedlung“. Der Name Burbecke erscheint bereits im 13. Jahrhundert.
Der Ort gehörte bis 1894 zum Kirchspiel Elspe, wo noch alle Akten über die Schule, Kapelle, Kreuzweg, Messstiftung, Rechnungslegungen usw. im Pfarrarchiv vorhanden sind.
Die Bauerschaft Burbecke zählte mit Stöppel und Nocken zu den 6 (7) Bauerschaften des Kirchspiels Elspe. Im Jahre 1565 gehörte der Vorsitzende der Bauerschaft von Burbecke zu den Vormündern (unterstützten den Pfarrer in Verwaltungsangelegenheiten) der Vikarie St. Crucies zu Elspe.
Oberhalb der Ortschaft Burbecke verlief die Grenze zwischen den Gogerichten Bilstein und Fredeburg. Alte Landwehren, welche noch heute im Wald erkennbar sind zeugen von der turbulenten Zeit um die Machtansprüche der Grafen von der Mark um die vorgenannten Gerichtsgrenzen. Zeitweise gehörte Burbecke zum Gerichtsbezirk der Dynastie Oedingen.
Ungefähre Einwohnerzahlen lassen sich für Burbecke erstmals für die Zeit um 1535 berechnen. Ein 1536 angelegtes Schatzregister (diente der Erhebung von Steuern) des Herzogtum Westfalen nennt in Burbecke 10 Schatzpflichtige. Setzt man die Zahl der Schatzpflichtigen mit der Zahl der vorhandenen Häuser gleich und rechnet pro Haus etwa 6 Einwohner, so müssen damals in Burbecke etwa 60 Menschen gelebt haben. Die erste preußische Gebäude- und Einwohnerzählung aus dem Jahr 1817 gibt für Burbecke 13 Wohnhäuser und 126 Einwohner an.
Der nach wie vor bäuerlich geprägte Ort mit Betrieben insbesondere der Wald- und Milchwirtschaft und zwei dem Fremdenverkehr dienenden Gaststätten zählte Ende Juni 2020 89 Einwohner.

## Eingemeindung
Bis zum 30. Juni 1969 gehörte Burbecke zur Gemeinde Elspe, wurde dann zum 1. Juli 1969 in die neue Stadt Lennestadt eingegliedert.

## Kapelle
Ein besonderes Kleinod ist die Burbecker Kapelle, welche dem Hl. Hubertus und dem Hl. Antonius (Eremit) geweiht ist. Der Patrozinium wurde bereits 1794 erwähnt. Bei der Kapelle handelt es sich um einen romanischen, einschiffigen Saalbau mit gotischer Erweiterung aus dem 13. Jahrhundert. Der vordere Teil stammt aus dem 18. Jahrhundert. Bei den Renovierungsarbeiten im Jahre 1968 wurden in der Apsis gotische Malereien entdeckt, welche im Jahr 1979 restauriert werden konnten.

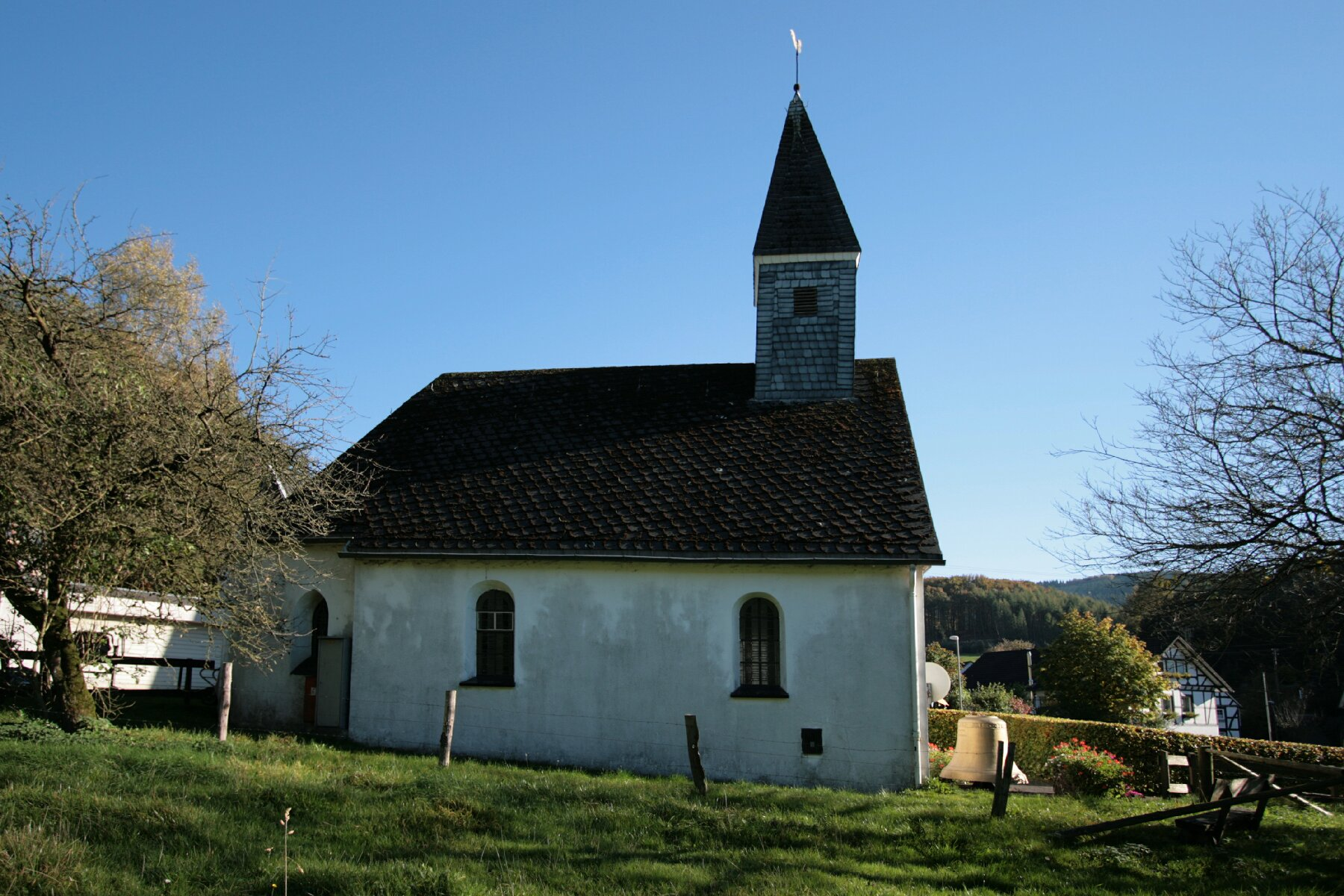
Kapelle Burbecke
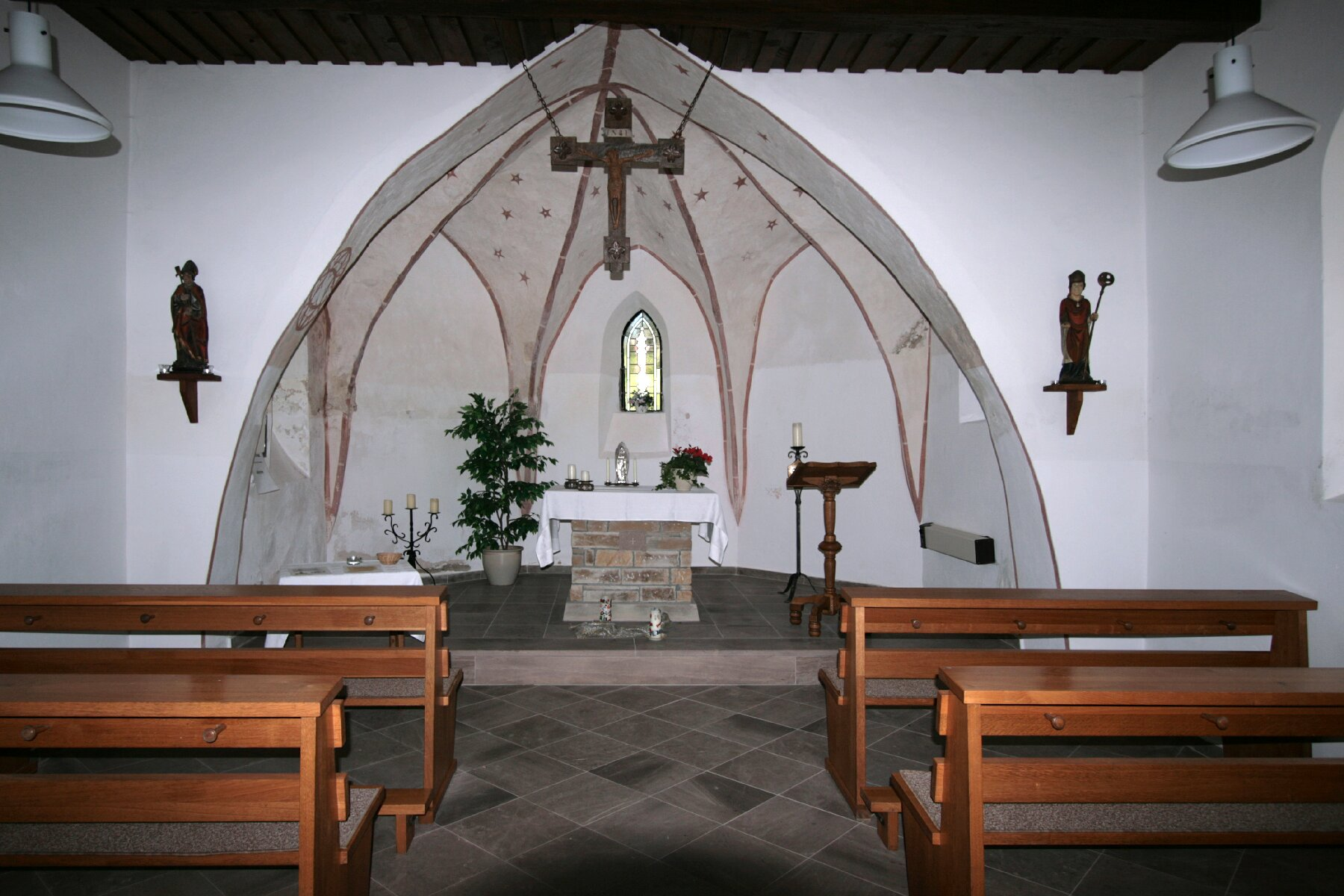
Altar und Apsis

Das Gebäude steht in der Denkmalliste der Stadt Lennestadt.